# Botev Vratsa
Botev Vratsa (Bulgaars: ОФК Ботев Враца) is een Bulgaarse betaaldvoetbalclub uit de stad Vratsa, opgericht in 1921.

## Geschiedenis
De club werd opgericht in 1921 als Orel Vratsa en was al van de partij op het allereerste Bulgaarse landskampioenschap in 1923/24 dat toen nog in een bekervorm betwist werd. De club haalde de halve finale. De volgende twee seizoenen werd de club in de eerste wedstrijd uitgeschakeld.
De volgende deelname volgde in 1930/31 als Orel-Tsjegan 30 Vratsa maar ook nu werd de club snel uitgeschakeld. De club nam nog deel tot 1934/35. Ook tijdens de Tweede Wereldoorlog nam de club nog deel aan het kampioenschap.
Intussen werd de huidige naam Botev Vratsa aangenomen en in 1964/65 speelde de club voor het eerst in de hoogste klasse in zijn huidige competitievorm. De club kon zich goed vestigen in de middenmoot en na een derde plaats in 1970/71 kon de club Europees spelen. Dit was het hoogtepunt voor de club, daarna eindigde Botev meestal in de middenmoot en moest ook geregeld tegen degradatie vechten.
Degradatie kwam erg dichtbij in 1981/82 toen de club een play-off moest spelen tegen tweedeklasser FC Sjoemen en het behoud veilig stelde op basis van uitdoelpunten. De volgende seizoenen ging het dan weer beter en in 1984/85 werd de club zesde. Het volgende seizoen werd de naam veranderd in FC Vratsa, deze naam werd behouden tot 1989 daarna werd het weer Botev.
Na 26 seizoenen in de hoogste klasse degradeerde de club in 1989/90. In 2011 werd de club kampioen in de B Grupa West en promoveerde weer naar de A Grupa om in 2013 weer te zakken. In 2018 promoveerde de club weer.

## Eindklasseringen vanaf 1953
| 3 |

| 6 |

| 4 |

| 3 |

| 8 |

| 9 |

| 8 |

| 13 |

| 3 |

| 5 |

| 6 |

| 1 |

| 9 |

| 13 |

| 7 |

| 8 |

| 8 |

| 13 |

| 3 |

| 7 |

| 8 |

| 7 |

| 11 |

| 13 |

| 5 |

| 13 |

| 12 |

| 10 |

| 12 |

| 14 |

| 11 |

| 10 |

| 4 |

| 12 |

| 8 |

| 14 |

| 13 |

| 16 |

| 13 |

| 9 |

| 18 |

| 13 |

| 5 |

| 3 |

| 3 |

| 1 |

| 8 |

| 5 |

| 9 |

| 8 |

| 16 |

| 12 |

| 16 |

| 3 |

| 2 |

| 4 |

| 1 |

| 6 |

| 1 |

| 12 |

| 13 |

| 6 |

| 13 |

| 2 |

| 10 |

| 1 |

| 9 |

| 11 |

| 12 |

| 13 |

| 13 |

| 14 |

| 14 |

| Parva Liga/A Grupa | Vtora Liga/B Grupa | Treta Liga/V AFG | A OFG Regionaal |

## Botev in Europa
Uitslagen vanuit gezichtspunt Botev Vratsa
| Seizoen | Competitie | Ronde | Land                 | Club              | Totaalscore | 1e W    | 2e W    | PUC |
| ------- | ---------- | ----- | -------------------- | ----------------- | ----------- | ------- | ------- | --- |
| 1971/72 | UEFA Cup   | 1R    | Vlag van Joegoslavië | GNK Dinamo Zagreb | 2-8         | 1-6 (U) | 1-2 (T) | 0.0 |

Totaal aantal punten voor UEFA coëfficiënten: 0.0
Zie ook
- Deelnemers UEFA-toernooien Bulgarije
- Ranglijst van alle clubs die in de diverse Europa Cups zijn uitgekomen

## Foto's

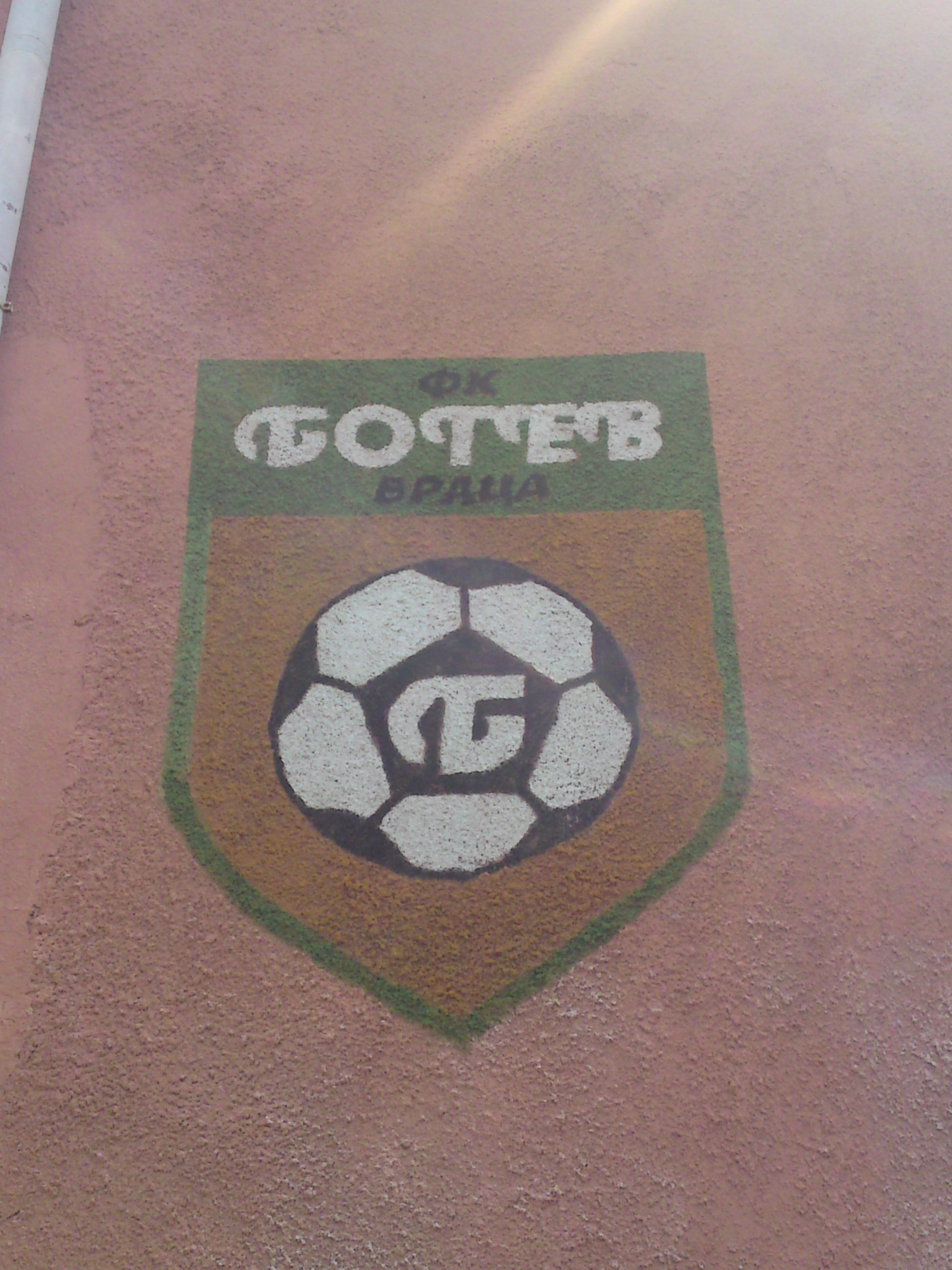
Botev Vratsa Stadion
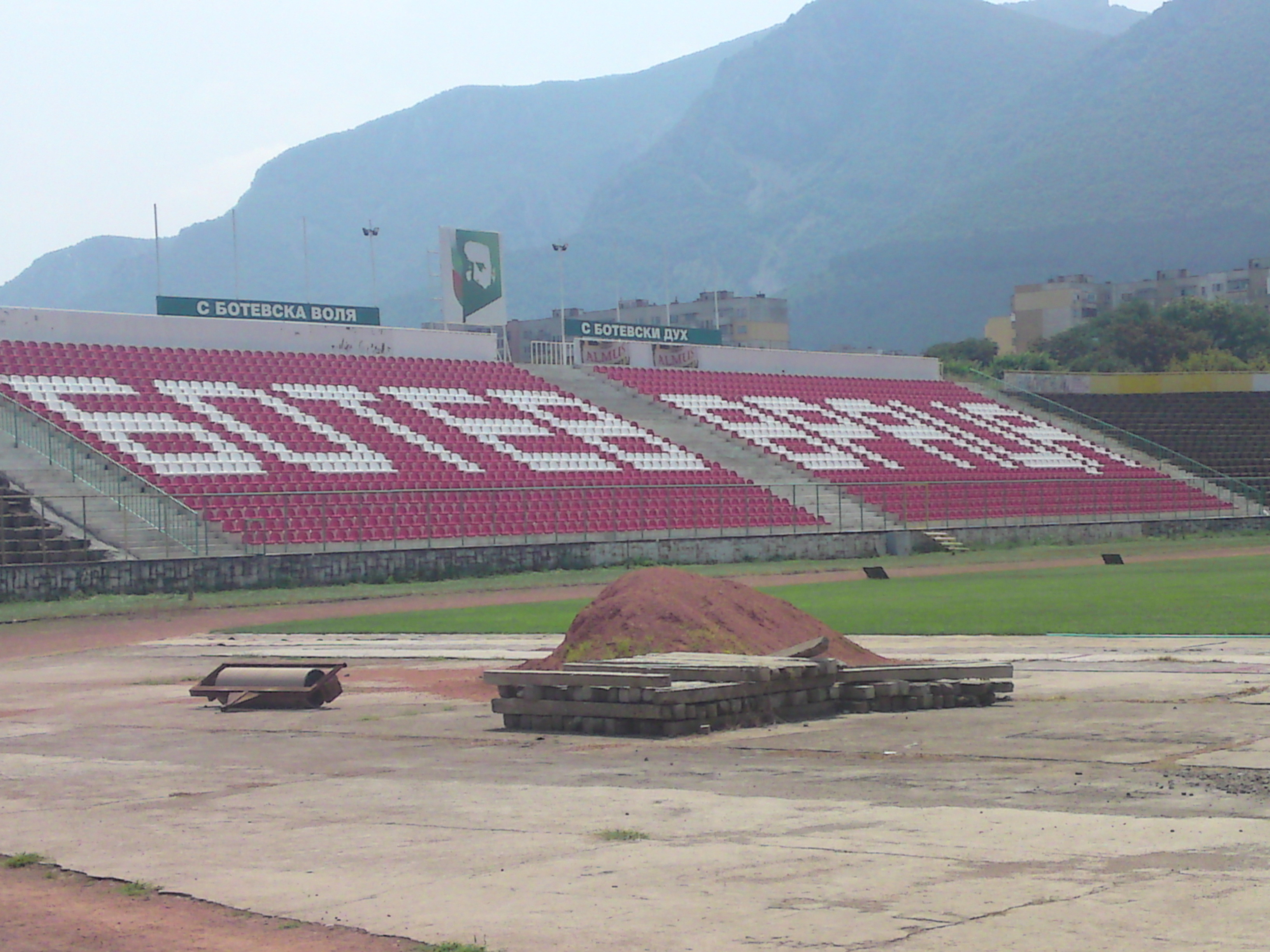
Botev Vratsa Stadion
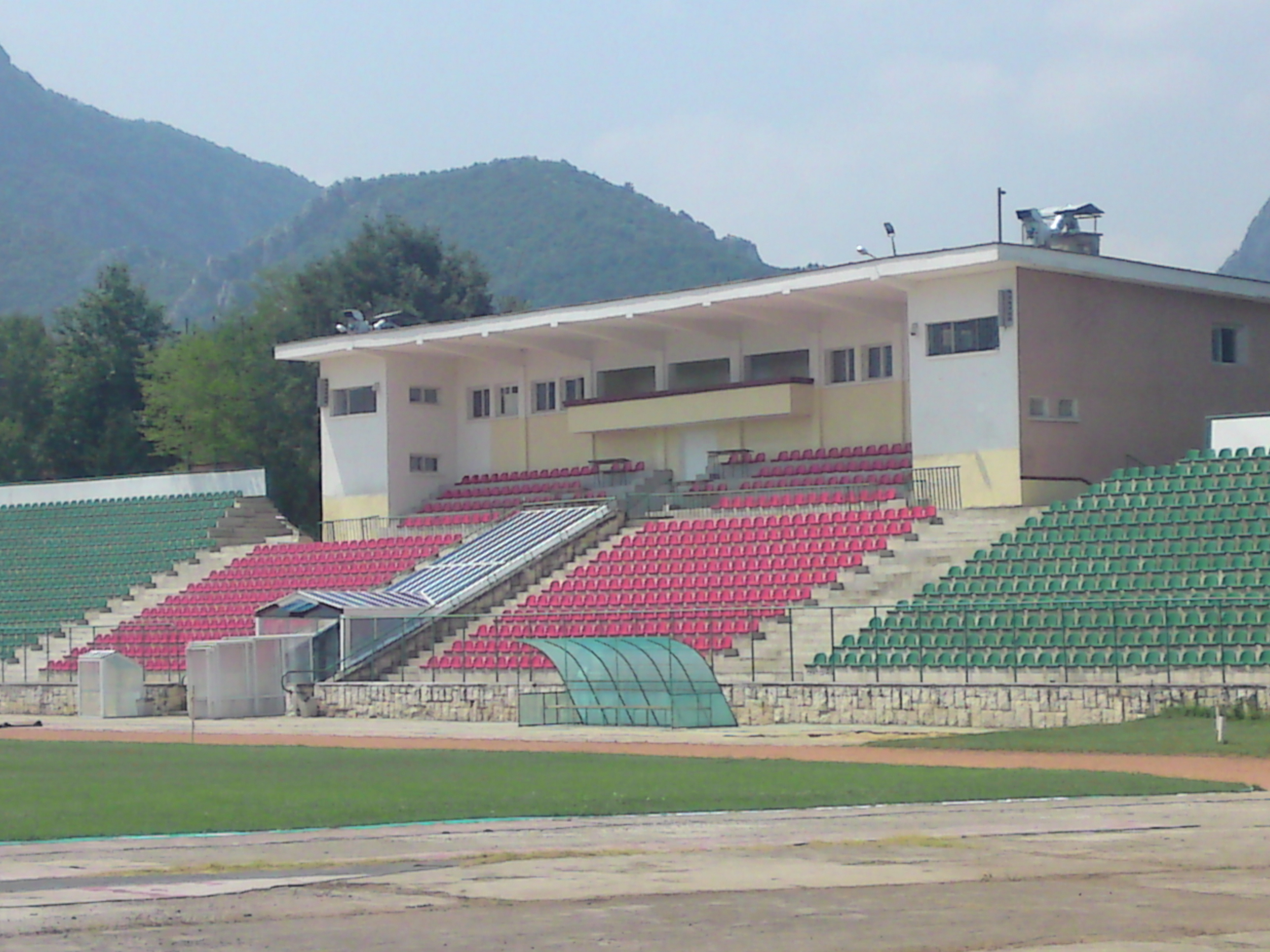
Botev Vratsa Stadion
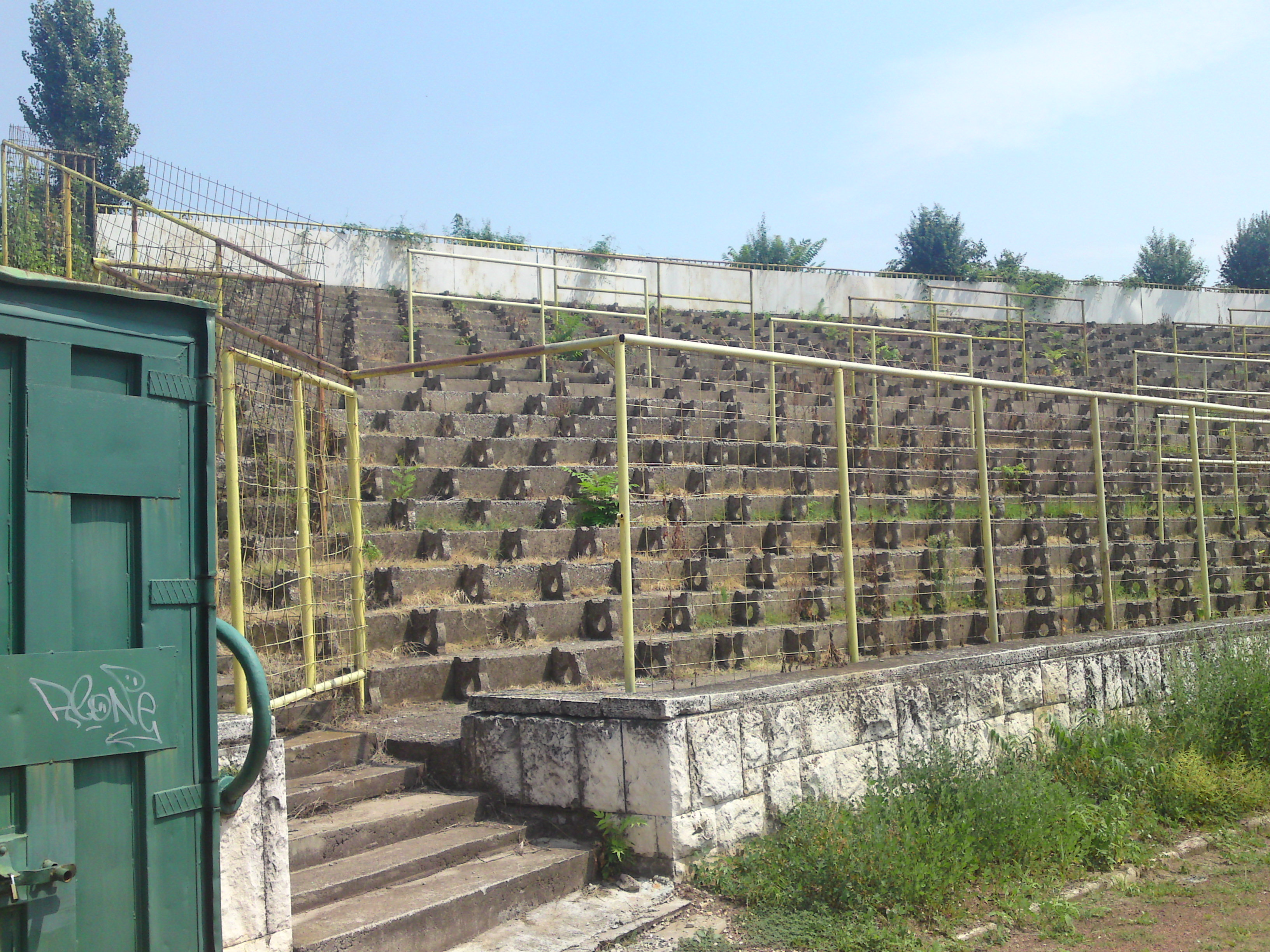
Botev Vratsa Stadion